# محمدصادق اسلامی
محمدصادق اسلامی گیلانی (۲ فروردین ۱۳۱۱ تهران – ۷ تیر ۱۳۶۰)، سیاستمدار و فعال سیاسی ایرانی، از بنیان‌گذاران هیئت‌های موتلفه اسلامی، عضو شورای مرکزی حزب جمهوری اسلامی و معاون پارلمانی و هماهنگی وزارت بازرگانی بود‌. او در مقطعی، از شهریور تا ۲۰ اسفند ۱۳۵۹ سرپرستی وزارت بازرگانی ایران را عهده دار بود.

## زندگی
صادق اسلامی در سال ۱۳۱۱ در تهران و در خانواده‌ای مذهبی با اصالت گیلانی به دنیا آمد. او از همان دوران کودکی ضمن تحصیل به کار در بازار پرداخت و شب‌ها نیز به فراگیری علوم اسلامی در مساجد همت گماشت.
اسلامی در سال ۱۳۲۹ ه‍.ش به استخدام شرکت تلفن درآمد و پس از مدتی به عنوان سرپرست بخش منصوب شد. با دولتی شدن شرکت تلفن، وی از آیت‌الله بروجردی برای ادامه همکاری استفتاء نمود و با دریافت پاسخ از ایشان از ادامه همکاری صرف‌نظر کرد.
با تأسیس سازمان آب در آنجا مشغول شد. در سال ۱۳۴۰ به دلیل اتهام اختلاس به مدیرعامل سازمان آب از این سازمان اخراج شد. چندی بعد مدیرعامل شرکت پارس متال و مدتی نیز مدیرعامل شرکت قائمیان (لعاب قائم) و مدیرعامل شرکت مرغ دانه شد.

## فعالیتهای سیاسی
وی به همراه محمدصادق امانی، گروه شیعیان را برای مبارزه با حکومت پهلوی تأسیس کرد.
محمدصادق اسلامی عضو نهضت آزادی و همچنین از اعضای شورای مرکزی هیاتهای موتلفه اسلامی بود که پس از ترور حسنعلی منصور، دو سال زندانی شد. او در سال ۵۰ تا ۵۴ با سازمان مجاهدین خلق ایران همکاری داشته و سپس از سازمان از آن جدا شد.او پس از آزادی در سال ۱۳۵۵ به همراه سید علی اندرزگو به تشکیل یک گروه مسلحانه علیه رژیم شاه دست زد و با کشته شدن اندرزگو دستگیر شد.
وی اولین کسی بود که بعد از مرگ سید مصطفی خمینی و در صحن حرم عبدالعظیم حسنی طی یک سخنرانی از روح‌الله خمینی به عنوان امام خمینی یاد کرد. 

## پس از انقلاب
اسلامی پس از پیروزی انقلاب با تأسیس حزب جمهوری اسلامی به عضویت در شورای مرکزی حزب درآمد و سپس معاون بهشتی در حزب جمهوری شد. اساسنامه حزب جمهوری اسلامی در منزل وی تدوین گشت. او در زمان نخست‌وزیری محمدعلی رجائی و از شهریور تا ۲۰ اسفند ۱۳۵۹ بعنوان سرپرست وزارت بازرگانی منصوب شد و رجایی قصد داشت تا اسلامی را به عنوان وزیر پیشنهادی بازرگانی به مجلس معرفی کند. هرچند به جهت اختلافات زیاد با بنی صدر و خودداری بنی صدر برای معرفی به عنوان وزیر، همچنان در سمت معاون هماهنگی و پارلمانی وزارت بازرگانی مشغول بود.

## مسئولیت‌های بعد از انقلاب
او عضو مرکزی کمیته استقبال از خمینی بود و با پیروزی انقلاب اسلامی بلافاصله در دو حوزه مشغول شد. نخست عضویت در شورای مرکزی حزب جمهوری اسلامی و ساماندهی واحد استان‌ها و شهرستان‌ها و پس از آن مسئول شاخه اصناف و دیگری در شورای مرکزی کمیته انقلاب اسلامی با حکم آیت‌الله مهدوی کنی که تا دی ماه ۱۳۵۸ فعالیت داشت. او با حکم شورای انقلاب مسئول نظارت بر اندوخته اسکناس بود و در نهایت بنا به پیشنهاد محمدعلی رجایی به عنوان وزیر بازرگانی معرفی شد که این انتخاب با مخالفت ابوالحسن بنی‌صدر مواجه شد و به ناچار، در کسوت معاونت هماهنگی پارلمانی وزارت بازرگانی، سرپرستی وزارت بازرگانی را برعهده داشت. روزنامه انقلاب اسلامی به نقل قول از یکی از نمایندگان دوره اول مجلس شورای اسلامی نوشت:
«در وزارت بازرگانی آقای اسلامی به عنوان وزیر پیشنهاد شده که آقای رئیس‌جمهور (بنی صدر) نپذیرفت. بعد وی را به عنوان معاون آنجا گذاشتند. معاونی که حق حضور در جلسات هیئت دولت، طرح لوایح و تمام وظایفی که یک وزیر انجام می‌دهد را دارد.»

## درگذشت
اسلامی در ۷ تیر ۱۳۶۰ در حادثه بمب‌گذاری در دفتر حزب جمهوری اسلامی به همراه سید محمد بهشتی و عده ای دیگر از وزیران و نمایندگان مجلس کشته شد و در قطعه ۲۴ بهشت زهرا به خاک سپرده شد.